# Ann-Helen Fjeldstad Jusnes

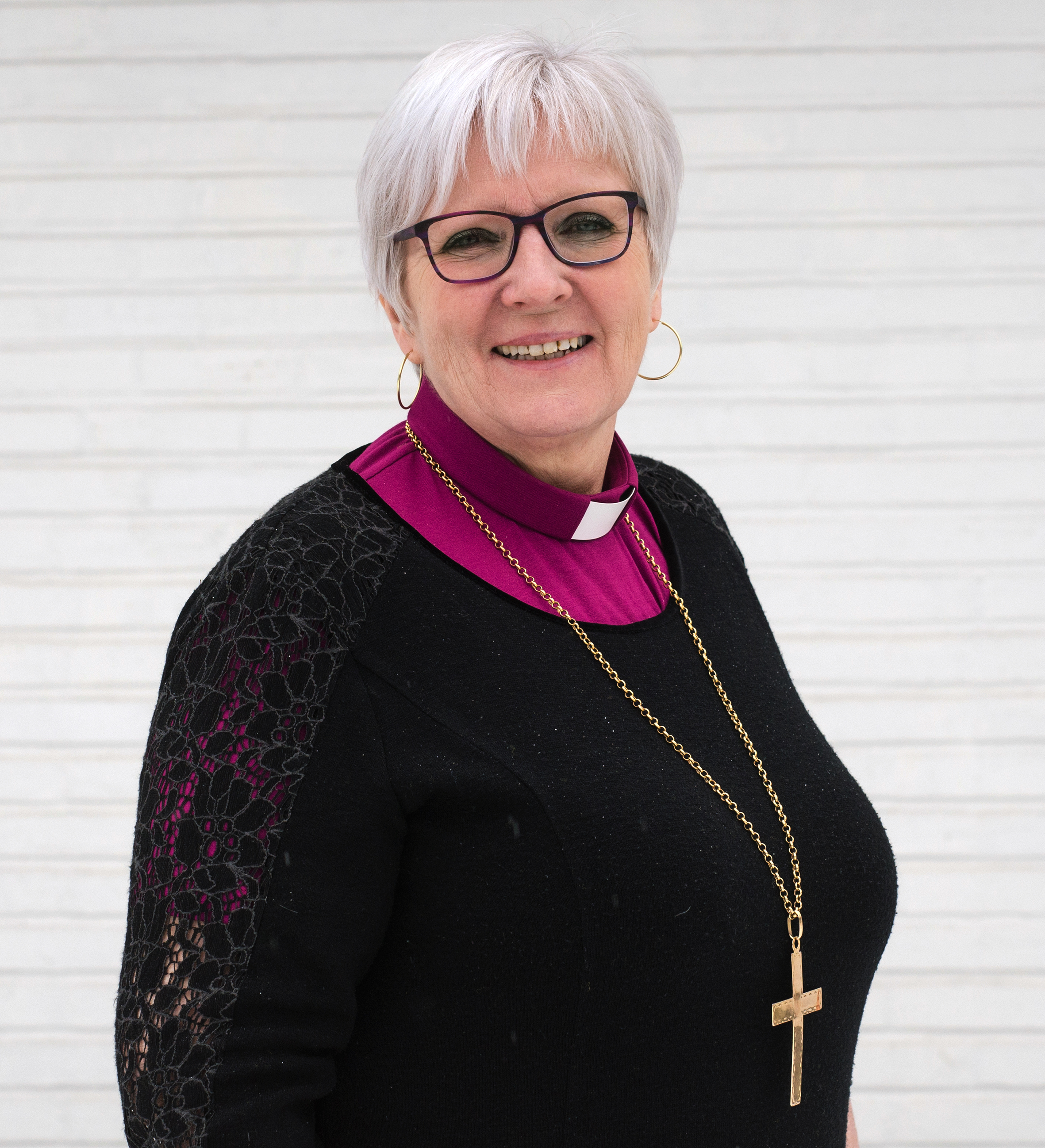
Ann-Helen Fjeldstad Jusnes, 2016

Ann-Helen Fjeldstad Jusnes (* 21. Juli 1956 in Harestua, Lunner, Oppland) ist eine norwegische lutherische Geistliche und Theologin. Von 2016 bis 2023 war sie Bischöfin im Bistum Sør-Hålogaland der Norwegischen Kirche.
Jusnes studierte Evangelische Theologie an der Menighetsfakultet (Gemeindefakultät) in Oslo und legte 1984 das theologische Kandidatenexamen ab. Nach der Ordination und dem Vikariat im Bistum Hamar wurde sie 1984 Pastorin in Flakstad auf den Lofoten. Zwischen 1990 und 1992 arbeitete sie in Vinger, um dann in ihr Pfarramt nach Flakstad zurückzukehren. Von 2005 bis 2007 amtierte sie nebenamtlich für die Arbeiderpartiet als Bürgermeisterin von Flakstad. 2007 wurde sie Pröpstin der Lofoten. Sie wurde im September 2016 zur Bischöfin gewählt und am 24. Januar 2016 im Dom zu Bodø in ihr Amt eingeführt. 
Im Februar 2023 kündigte sie an, zum 1. August mit dem Erreichen der regulären Altersgrenze in den Ruhestand zu treten. Zu ihrem Nachfolger wurde Svein Valle gewählt und im November 2023 in sein Amt eingeführt.